# 14. Jahrhundert v. Chr.
Portal Geschichte | Portal Biografien | Aktuelle Ereignisse | Jahreskalender | Tagesartikel

◄ |
3. Jt. v. Chr. |
2. Jahrtausend v. Chr. | 1. Jt. v. Chr.  

◄ |
16. Jh. v. Chr. |
15. Jh. v. Chr. |
14. Jahrhundert v. Chr. |
13. Jh. v. Chr. |
12. Jh. v. Chr. |
►
Das 14. Jahrhundert v. Chr. begann am 1. Januar 1400 v. Chr. und endete am 31. Dezember 1301 v. Chr.

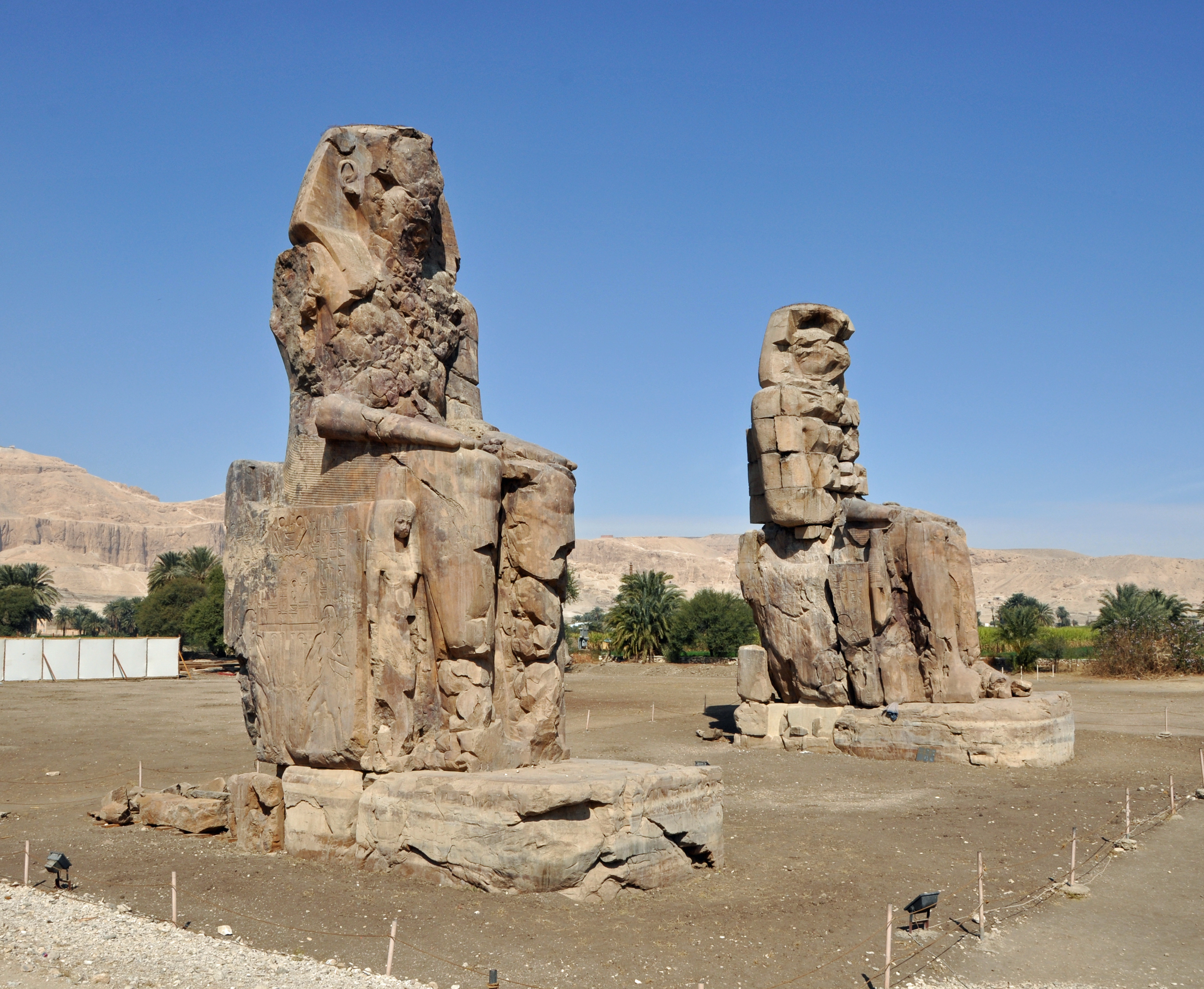
Die Memnonkolosse

## Zeitalter/Epoche
- Um 1400 v. Chr. beginnt die spätmykenische Zeit[1] im heutigen Süd- und Mittel-Griechenland. Ihre Phasen A und B (14. und 13. Jahrhundert v. Chr.) stellen den Höhepunkt der mykenischen Kultur dar, es entstehen in verschiedenen Regionen Palastzentren (s. auch Mykenischen Palastzeit).
- Die Bronzezeit umfasst in Mitteleuropa etwa den Zeitraum von 2200 bis 800 v. Chr. Die Mittlere Bronzezeit dauerte in Mitteleuropa absolutchronologisch etwa von 1600 v. Chr. bis 1300 v. Chr.

Altorientalische Großreiche im östlichen Mittelmeer um 1400 v. Chr.

## Ereignisse/Entwicklungen

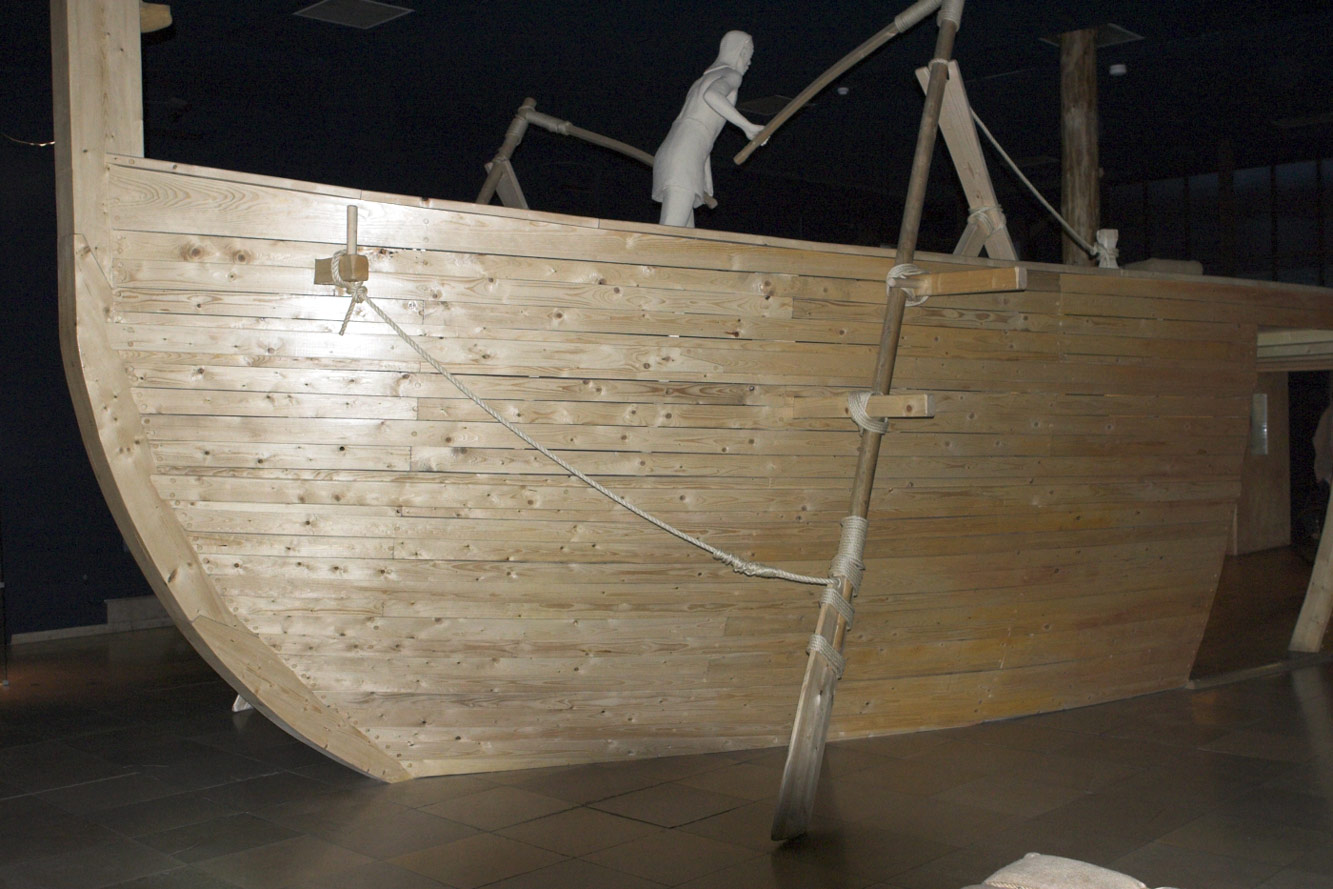
Das Heck des Schiffes von Uluburun als Modell

- Um 1390 v. Chr. wurde Kuri-galzu I. Herrscher von Babylonien und gründete die neue Hauptstadt Dur Kurigalzu[2].
- Um 1379 v. Chr. wurden die Memnonkolosse in Theben-West errichtet[3].
- Im späten 14. Jahrhundert v. Chr. brach in Kleinasien, im Reich der Hethiter, eine große Seuche aus[4]. Unter anderem starben die hethitischen Könige Šuppiluliuma I. und Arnuwanda II. daran. Die Pestgebete des nachfolgenden hethitischen Königs Muršili II. sind eindrucksvolle Zeugnisse dieser langanhaltenden Seuche.
- Um 1340 v. Chr.: Hethiter erobern und zerstören Qatna.
- Im Jahr 1338 v. Chr. wird die Büste der Nofretete gefertigt.
- Zerstörung der Stadt Milet V im späten 14. Jahrhundert, nachgewiesen durch eine bis zu 40 Zentimeter dicke Brandschicht. Möglicherweise geht diese auf einen Feldzug des Muršili II. zurück, der, laut seinen Annalen, bei diesem ca. 1315 v. Chr. Millawanda eroberte.[5]
- Gegen Ende des Jahrhunderts sinkt das Schiff von Uluburun vor der Südwestküste der heutigen Türkei.

## Persönlichkeiten
Hinweis: Die Regierungsjahre lassen sich in diesem Jahrhundert noch nicht genau bestimmen. Von daher handelt es sich um ungefähre Schätzungen.

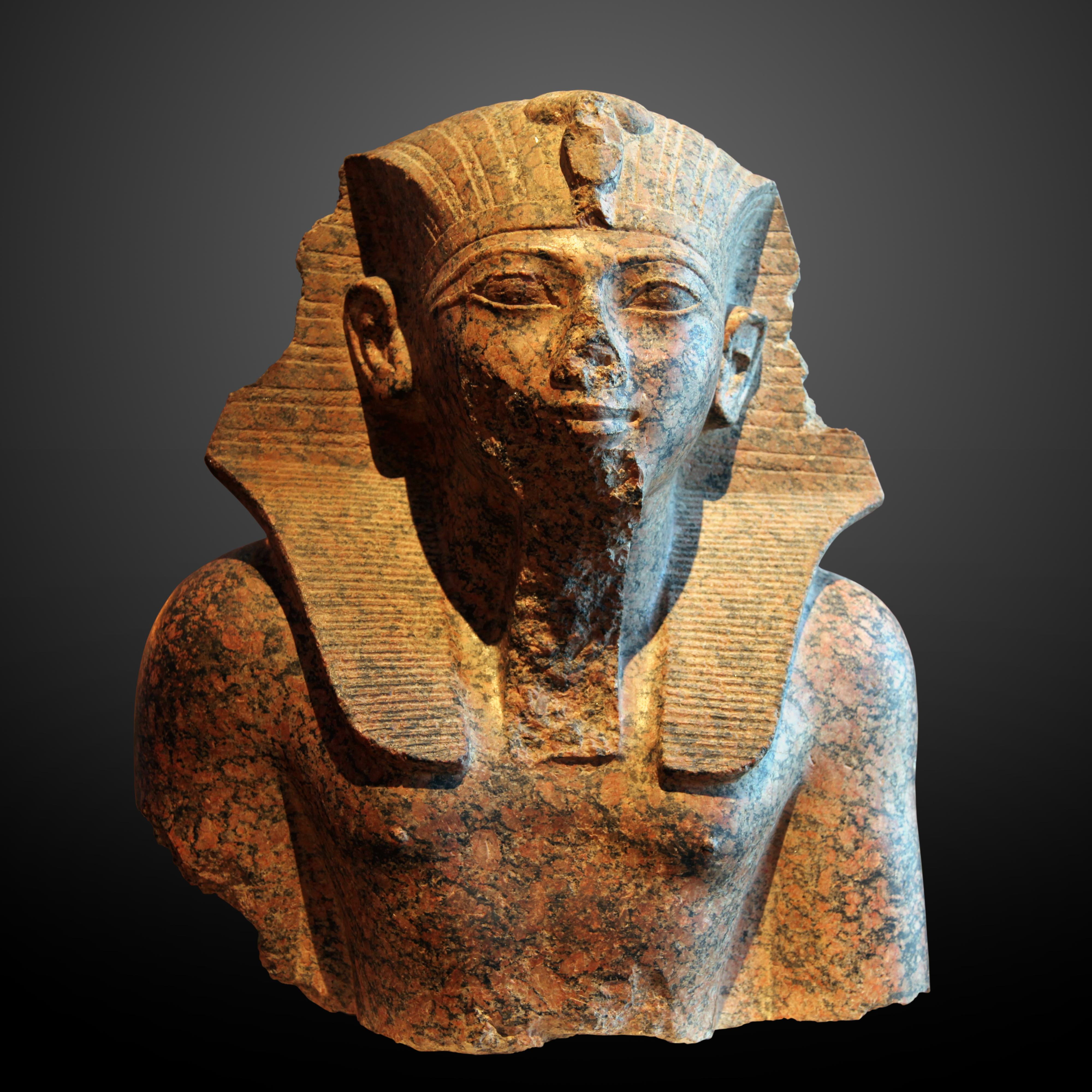
Büste von Thutmosis IV.

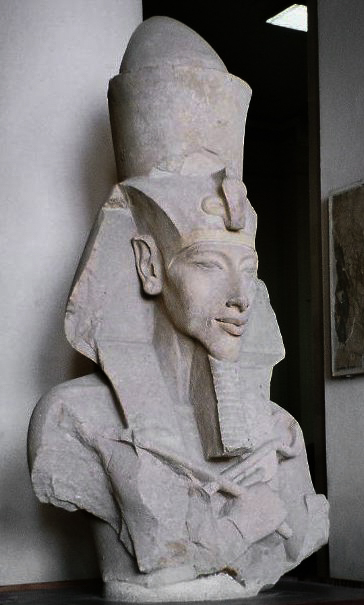
Pharao Amenophis IV. (Echnaton) im Ägyptischen Museum in Kairo

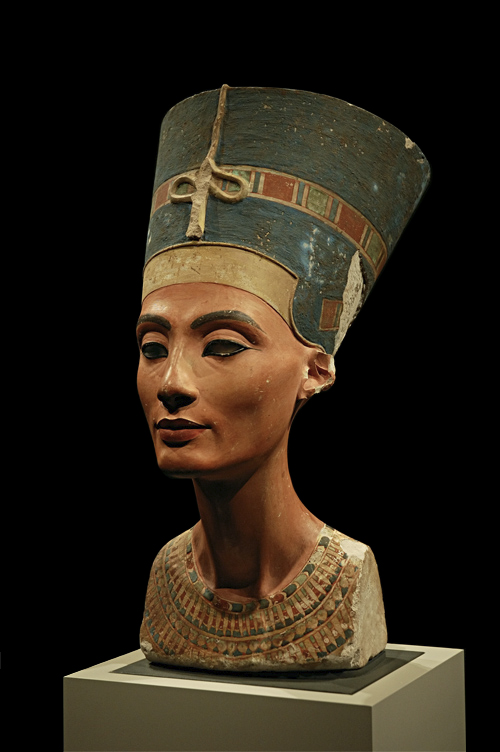
Nofretete-Büste
aus dem Alten Museum, Berlin

### Pharaonen von Ägypten
- Thutmosis IV. (1400–1390 v. Chr.)
- Amenophis III. (1390–1353 v. Chr.)
- Echnaton (1353–1336 v. Chr.)
- Meritaton (1336–1335 v. Chr.)
- Semenchkare (1335–1332 v. Chr.)
- Tutanchamun (1332–1323 v. Chr.)
- Eje II. (1323–1319 v. Chr.)
- Haremhab (1319–1292 v. Chr.)

### König von Amurru
- Abdi-Aširta (um 1380 v. Chr.)

### Könige von Assyrien
- Aššur-bel-nišešu (1407–1399 v. Chr.)
- Aššur-rim-nišešu (1398–1391 v. Chr.)
- Aššur-nadin-ahhe II. (1390–1381 v. Chr.)
- Eriba-Adad I. (1380–1354 v. Chr.)
- Aššur-uballiṭ I. (1353–1318 v. Chr.)
- Enlil-nirari (1317–1308 v. Chr.)
- Ārik-dēn-ili (1307–1296 v. Chr.)

### Könige von Babylonien
- Kadašman-Ḫarbe I. (1403–1390 v. Chr.)
- Kuri-galzu I. (1390–1374 v. Chr.)
- Kadašman-Enlil I. (1374–1359 v. Chr.)
- Burna-buriaš II. (1359–1333 v. Chr.)
- Kara-Hardaš (1333 v. Chr.)
- Kuri-galzu II. (1332–1307 v. Chr.)
- Nazi-Maruttaš (1307–1282 v. Chr.)

### König von Byblos
- Rib-Addi (1375–1355 v. Chr.)

### Könige von Elam
- Igi-ḫalki (um 1400 v. Chr.)
- Paḫir-Iššan (um 1374 v. Chr.)
- Untaš-Napiriša (um 1340–1300 v. Chr.)

### Könige des hethitischen Reiches
- Arnuwanda I. (1400–1375 v. Chr.)
- Tudḫaliya II. (1375–1355 v. Chr.)
- Tudḫaliya III. (1355 v. Chr.)
- Šuppiluliuma I. (1355–1320 v. Chr.)
- Arnuwanda II. (1320–1318 v. Chr.)
- Muršili II. (1318–1290 v. Chr.)

### König von Kadesch
- Aitakama (1355–1312 v. Chr.)

### Könige von Mittani
- Šuttarna II. (1400–1375 v. Chr.)
- Artaššumara (1375–1370 v. Chr.)
- Tušratta (1370–1350 v. Chr.)
- Artatama II. (???? v. Chr.)
- Šattiwazza (1350–1320 v. Chr. als heth. Vasallenkönig von Šuppiluliuma I.)
- Šattuara I. (ab 1320 v. Chr. als heth. Vasallenkönig von Muršili II.)

### König von Nuḫašše
- Tette (1338–1322 v. Chr. und 1320–1312 v. Chr.)

### Könige von Ugarit
- Ammistamru I. (????–1349 v. Chr.)
- Niqmaddu II. (1349–1315 v. Chr.)
- Niqmepa (1313–1265 v. Chr.)

### Sonstige
- Teje, Große Königliche Gemahlin von Pharao Amenhotep III. und Mutter von Echnaton
- Nofretete, Hauptgemahlin des Echnaton
- Kikkuli verfasst die älteste erhaltene hippologische Schrift.
- Mädchen von Egtved, bronzezeitlicher Grabfund eines jungen Mädchens, gestorben ca. 1370 v. Chr. in Jütland
- Mann von Trindhøj, bronzezeitlicher Grabfund eines Mannes, gestorben um die Mitte des 14. Jahrhunderts v. Chr. in Jütland. (Fast alle in Skandinavien in einem Baumsarg vorgenommenen Bestattungen stammen, soweit dendrochronologisch datiert, aus der Zeit zwischen 1391 und 1344 v. Chr.)[6]

## Erfindungen und Entdeckungen
- Wasseruhren in Karnak, Ägypten nachgewiesen